# Северни шошони
Северни шошони (на английски: Northern Shoshoni) е модерен антропологически термин използван за разграничаването на културен регион обитаван от шошоните. Северните шошони са част от коренното население на Големия басейн на Северна Америка, които обитават територии от днешните Айдахо, Уайоминг, Монтана и Юта. Популацията им е съсредоточена главно в горната част на Снейк Ривър и Салмън Ривър, в долината на река Леми, в околностите на Форт Хол, в района на днешните Бойзи, Пайет и в долините на реките Брюно и Уизър. На север територията им достига до Соутууд Рейндж и Битърууд, а на юг чак до Голямото солено езеро. Регионът обитаван от северните шошони се намира на границите между три културни области – Големия басейн, Платото и Големите равнини. Заради това местоположение културата им е смесица от елементи характерни за трите културни региона. От Големите равнини възприемат „Ку – системата“, войнските общества, типито, стила на обличане и Танца на Слънцето. Споделят и редица сходни културни черти с паютите и ютите, характерни за културата на Големия басейн. Живеят в тесни връзки с флатхед, не – персе, уматила и каюсе, от които приемат неща характерни за Платото.

## Племенна организация
Групите обитаващи района на Форт Хол и река Леми приличат повече на прерийните индианци. От 18 век те изоставят старите домове от клони и треви и започват да използват типито. Живеещите на югозапад от тях групи водят живот характерен за Големия басейн, продължавайки да използват старите колиби и да скитат надалеч в събирането на оскъдните хранителни ресурси. Групите по Снейк и Салмън Ривър приличат повече на индианците от Платото. За тях основната храна е рибата.
Ориентираните повече към живота в равнини водят по-организиран начин на живот, дължащо се на всеобщия лов и постоянните конфликти с вражески племена. Те редовно се събират заедно през пролетта и есента, за да ловуват бизони, да правят съвети и да провеждат религиозните си празници. Групите са ръководени от главен вожд и помощник вождове, чиято власт е ограничена от Съвет на старейшините.
На запад и югозапад от тях групите са по-слабо организирани. Някои от тях имат вождове, а други нямат и дори не са организирани като група. Тази слаба организация е характерна за Големия басейн.

## Подразделения
Исторически северните шошони са организирани в 5 или 6 регионални групи, носещи името на характерната храна за всяка от тях. Всяка от тези групи се състои от по няколко по-малки местни групи, които живеят и се трудят в един и същ определен район.
- Агаидека (Акаитикка) – Хранещите се със сьомга. По Снейк Ревър, надолу от Туин Фолс.
- Каммедека (Каммитикка) – Хранещите се със зайци. Между Банок Крийк и Рафт Крийк, на юг чак до Голямото солено езеро.
- Похогу – името се отнася до шошоните и банок живеещи в горната част на Снейк Ривър. Известни като Форт Хол шошоните – банок.
- Тукудека (Туккутикка) – Хранещите се с планински овце. Това име се отнася до групите в централно Айдахо, южна Монтана и района на езерото Йелоустоун. Центрирани главно в Соутууд Рейндж.
- Яхандека (Якантикка) – това име се отнася до групите в долните части на реките Бойз, Пайет и Уизър.
- Леми – името им идва от мормонската мисия Форт Леми. Живеят в долината на река Леми и в горната част на Салмън Ривър.

## Култура
Традиционно всички групи на северните шошони се изхранват с лов, риболов и събирачество. Храната до голяма степен зависи от местоположението и сезона. През зимата ловят риба по езерата и реките, през лятото събират корени камас, диви плодове, ядки и семена, и ловуват елени, антилопи, лосове, планински овце и друг дивеч. Излишната храна се обработва и съхранява за зимата. Когато се сдобиват с коне в края на 17 век, постепенно започват да разширяват територията си на север и североизток като навлизат в Големите равнини. Въпреки че бизонът е важен и преди това, сега става основен източник на храна. В средата на 18 век групите, които се установяват в равнините са изтласкани оттам от чернокраките и са принудени да се върнат в планините. Въпреки това те не изоставят лова на бизони, а продължават редовно да навлизат в равнините да ловуват и да воюват с тамошните племена. Групите от Форт Хол и река Леми започват да използват типито в този период. За останалите групи стандартното жилище остава коничната колиба от клони покрита с папур, треви и други материали. По-малки техни варианти са използвани като колиби за изпотяване. Облеклото им също варира в зависимост от прерийното влияние. Сред планинските групи основно облекло са дрехите от бизонова и еленова кожа като набедреник, мокасини, ризи, наметала и рокли за жените. Набедреник и наметала от кожите на различни животни е стандартно облекло на запад.
Религиозните им вярвания са центрирани около сънищата и виденията, чрез които хората се сдобиват с духове – помощници. Вярват в един Творец (Аппо – Отец), който е създател на всичко живо и неживо в природата.

## История
Мериуедър Луис и Уилям Кларк вероятно са първите неиндианци, които идват в земите им. Скоро след това са построени търговски постове в горната част на Снейк Ривър през 1810 г. и на езерото Панд Орей година по-рано. През 1810те и 1820те много бели трапери кръстосват из територията им, унищожавайки бобрите и бизоните западно от Скалистите планини. Същевременно северните шошони се сдобиват с много от европейските стоки като огнестрелно оръжие, железни съдове и алкохол. С новите придобивки идват и новите болести, в резултат на които от първоначалното около 30 000 население на региона до средата на 19 век остават едва около 3000 души.
До 1840 г. търговията с кожи в района приключва. Белите заселници започват да пристигат масово по време на Калифорнийската златна треска през 1848 г. и откриването на Орегонската пътека. През 1847 г. пристигат мормоните. От 1860 г. бизоните почти изчезват от областта и много от местното население е изправено пред гладна смърт. Поставени пред безизходица, индианците започват да нападат белите селища за отмъщение. Водени от вожда Покатело шошоните нанасят множество удари на заселниците в южно Айдахо, които са завзели най-добрите им земи. Войната на Покатело приключва с клането при Беър Ривър, където американската армия унищожава мирен лагер, убивайки много жени и деца. Въпреки това конфликтите не спират. Нова война между 1864 и 1868 г., наречена Война снейкс донася отново насилие и смърт в региона. След тази война правителството създава резервата Форт Хол (първоначално 1,8 милиона акра) за всички северни шошони и банок. Много от индианците отказват да се заселят в него и продължават борбата. През 1869 г., след последната Война банок, индианците са затворени в резервата. През 1875 г. е създаден новия резерват Леми Вали, който просъществува до 1907 г., когато е затворен и хората са преместени във Форт Хол. Междувременно резервата се е свил с 2/3 в резултат на посегателства от страна на железниците, минните и дърводобивните компании. Закона Доус през 1887 г. допълнително намалява размера на резервата до днешните 2110 км2. Някои северни шошони живеят в резервата Дюк Вали в Невада и в резервата Уашаки в Юта.

## Северните шошони в началото на 21 век
Днес, Обединеното племе шошони – банок на резервата Форт Хол е федерално признато племенно образование и има 5300 записани членове. Северозападната група на нацията шошони на резервата Уашаки в Юта също е федерално признато племе с 415 записани членове. Голям проблем за шошоните в резерватите остава безработицата. Важни икономически дейности в резерватите са обществения лов, риболова, земеделието и отдаването под наем на минерални права. През 1968 г. северните и източните шошони получават общо 15,7 милиона долара компенсации за отнетите им земи.